# Ella Maria Bisschop-Larsen
Ella Maria Bisschop-Larsen (født 10. februar 1951) er en dansk biolog, der fra 2006 til 2018 var præsident for Danmarks Naturfredningsforening.
Bisschop-Larsen er uddannet cand.scient. i biologi fra Københavns Universitet. Hun var fra 1979 til 1987 ansat i Miljøstyrelsen, hvor hun arbejdede med risikovurdering af pesticider. I 1987 rykkede hun til Svendborg Kommune, hvor hun frem til 1990 havde ansvaret for miljøtilsynet. Fra 1990 til 2005 var hun afdelingsleder i Fyns Amt med ansvar for bl.a. jordforurening og grundvandsbeskyttelse. Siden 2005 har hun været sekretariatsleder for MiljøForum Fyn, men har p.t. orlov fra stillingen.
Siden 1988 har hun været aktiv i Danmarks Naturfredningsforening, bl.a. som forretningsudvalgsmedlem fra 1997 og vicepræsident fra 2000. Fra 22. april 2006 til 7. april 2018 var hun foreningens præsident og desuden formand for Danmarks Naturfond. 
Privat er hun bosiddende i Gudbjerg på Sydfyn, hvor hun driver et økologisk landbrug med sin mand.